# Cidaphus glabrosus
Cidaphus glabrosus är en stekelart som beskrevs av Arthur W. Parrott 1955. Cidaphus glabrosus ingår i släktet Cidaphus och familjen brokparasitsteklar. Inga underarter finns listade i Catalogue of Life.